# Lasioglossum modestum
Lasioglossum modestum là một loài Hymenoptera trong họ Halictidae. Loài này được Benoist mô tả khoa học năm 1944.